# Movimento di Liberazione Iraniano
Il Movimento di Liberazione Iraniano (in inglese: Freedom Movement of Iran; in iraniano: Nehzat-e Azadi-e Iran) è un'organizzazione politica iraniana. È stato fondato nel 1961.